# Jean Capelle
Jean Capelle (Liège, 1913. október 26. – Liège, 1977. február 20.), belga válogatott labdarúgó.
A belga válogatott tagjaként részt vett az 1934-es és az 1938-as világbajnokságon.

## Külső hivatkozások
- Jean Capelle a National-football-teams.com oldalon
- Jean Capelle – a FIFA adatbázisában